# خوشی (فیلم ۱۹۱۷)
«خوشی» (انگلیسی: Happiness (1917 film)) فیلمی در ژانر کمدی-درام است که در سال ۱۹۱۷ منتشر شد.